# Танашян, Маринэ Мовсесовна
Танашян Маринэ Мовсесовна (25 октября 1959, Ереван) — советский, армянский и российский невролог, доктор медицинских наук, профессор, заслуженный деятель науки РФ, академик РАН (2025).

## Биография
Маринэ Мовсесовна Танашян родилась 25 октября 1959 года в Ереване. В 1982 году окончила Государственный медицинский институт в Ереване.

В 1985—1988 годах обучалась в аспирантуре НИИ неврологии АМН СССР.

В 1989—1998 годах работала научным сотрудником, затем руководителем лаборатории сосудистой патологии головного мозга Ереванского медицинского института и Научно-исследовательского центра неврологии катастроф Министерства здравоохранения Армении.

В 1994—1997 годах проходила обучение в докторантуре НИИ неврологии РАМН.

С 1998 года по 2006 год — научный сотрудник 2-го сосудистого отделения НИИ неврологии РАМН.

В 1999 году занимает должность ученого секретаря Научного центра по изучению инсульта при Министерстве здравоохранения России.

С 2003 года по 2010 год — ученый секретарь Научного Центра неврологии РАМН. 

С 2006 года одновременно становится руководителем отделения общей ангионеврологии НЦ неврологии РАМН. 

С 2010 по 2017 гг - заместитель директора по научной и лечебной работе Научного центра неврологии. 

С 2017 года - заместитель директора по научной работе Научного центра неврологии.

В 2019 году избрана членом-корреспондентом РАН по Отделению медицинских наук по специальности «Неврология».

## Научная деятельность
1988 — защита диссертации на соискание ученой степени кандидата медицинских наук «Реологические свойства крови при повторных ишемических инсультах».

1997 — защита диссертации на соискание ученой степени доктора медицинских наук «Ишемические инсульты и основные характеристики гемореологии, гемостаза и фибринолиза».

Основные направления исследований:
- Исследования по разработке и внедрению персонифицированного подхода к профилактике и лечению сосудистых заболеваний головного мозга на основании определения патохимических, патофизиологических, ультразвуковых, ангионейровизуализационных и патоморфологических изменений.
- Изучение молекулярных механизмов развития и прогрессирования различных вариантов церебрального атеросклероза (экстра- и интракраниального) с выявлением новых биомаркеров его развития и прогрессирвания (биохимические, генетические, ангиовизуализационные, т.д.).
- Разработка показаний к ангиореконструктивным оперативным вмешательствам при церебральном атеросклерозе на основании комплексной оценки биомаркерного профиля (в том числе у «асимптомных» пациентов).
- Разработка концепции универсальных механизмов дизрегуляции систем гемореологии и гемостаза при сосудистых заболеваниях головного мозга на основании мониторинга гемореологических данных (резистентность к фармпрепаратам).
- Исследования применения фармакологической-фМРТ при различных неврологических состояниях, таких как цереброваскулярные заболевания, а также в отношении коррекции метаболических расстройств; объективизация таргетного действия потенциально нейроактивных препаратов.
- Поиск возможных механизмов развития цереброваскулярных заболеваний при различных проявлениях гематологической патологии.
- Комплексный научно-практический подход к изучению проявлений цереброваскулярных заболеваний при коморбидной эндокринной патологии.
- Мультимодальное изучение нового феномена – цереброметаболического здоровья; определение путей персонализированной диагностики, таргетной терапии и своевременной профилактики.
- Формирование стратегии, феноменологии и методологии исследований широкого спектра нозологии в рамках концепции персонализированной неврологии.

## Научные работы
Автор более 920 научных работ, из них 34 монографий и руководств, 40 авторских свидетельств/патентов (в том числе, в высокорейтинговых международных журналах).
- Tanashyan M.M., Raskurazhev A.A., Shabalina A.A., Mazur A.S., Annushkin V.A., Kuznetsova P.I., Illarioshkin S.N., Piradov M.A. Differential Pattern of Circulating MicroRNA Expression in Patients with Intracranial Atherosclerosis. Biomedicines. 2025; 13(2):514.
- Tanashyan M.M., Kuznetsova P.I., Morozova S.N., Annushkin V.A., Raskurazhev A.A. Neuroimaging Correlates of Post-COVID-19 Symptoms: A Functional MRI Approach. Diagnostics. 2024; 14(19):2180.
- Под ред. М.А. Пирадова, М.М. Танашян, М.Ю. Максимовой. Инсульт: инновационные технологии в лечении и профилактике (4-е изд., ранее 2008, 2009, 2018). МЕДпресс-информ Москва, 2024. - 328 с. ISBN 978-5-907760-97-4
- Танашян М.М., Лагода О.В., Антонова К.В. Сосудистые заболевания головного мозга и метаболический синдром. — Москва: ОАО "Конти принт", 2011. — С. 24.

- Танашян М.М., Лагода О.В., Антонова К.В. Хронические цереброваскулярные заболевания на фоне метаболического синдрома: новые подходы к лечению // Журнал неврологии и психиатрии им. C.C. Корсакова. — 2012. — Т. 112, № 11. — С. 21—26. — ISSN 1997-7298.
- Танашян М.М., Лагода О.В., Домашенко М.А. Профилактика ишемических инсультов у пациентов с атеросклеротической патологией магистральных артерий головы // Атмосфера. Нервные болезни. — 2008. — № 1. — С. 2—7. — ISSN 2071-8667.
- М.В. Кротенкова, А.С. Суслин, М.М. Танашян, Р.Н. Коновалов, В.В. Брюхов. Диффузионно-взвешенная МРТ и МРТ-перфузия в остром периоде ишемического инсульта // Анналы клинической и экспериментальной неврологии. — 2009. — Т. 3, № 4. — С. 11—16. — ISSN 2075-5473.

## Научно-педагогическая деятельность
М.М. Танашян уже более 30 лет ведет образовательную деятельность, сочетая преподавательскую работу (руководитель курса неврологии) на кафедре многофункциональной клинической подготовки ФФМ МГУ им. М.В. Ломоносова, а также на кафедре неврологии Российского университета медицины, с подготовкой научных кадров: ею подготовлены 21 кандидат и 3 доктора наук, завершается выполнение 3 докторских и 5 кандидатских диссертаций.

## Участие в научных организациях
- Заместитель главного редактора журналов "Анналы клинической и экспериментальной неврологии" и "Нервные болезни", член редакционной коллегии журналов "Тромбоз, гемостаз и реология", «Российский журнал персонализированной медицины», "Неврология и нейрохирургия Восточная Европа"; член редакционного совета журнала "Ульяновский медико-биологический журнал".
- Член Правления Всероссийского общества неврологов
- Член Национальной Ассоциации специалистов по тромбозам, клинической гемостазиологии и гемореологии
- Член экспертного совета Высшей аттестационной комиссии при Министерстве образования и науки РФ по терапевтическим наукам
- Председатель экспертной группы психоневрологического профиля Ведомственной аттестационной комиссии Министерства науки и высшего образования Российской Федерации по присуждению квалификационных категорий
- Член Совета РАН по персонализированной медицине (руководитель направления «неврология»)
- Член Комиссии по болезням системы кровообращения (БСК) Отделения клинической медицины РАН
- Член Межотраслевого совета по нейронаукам и нейротехнологиям при Президиуме РАН